# ARA Region Bern
Die ARA Region Bern ist die grösste Abwasserreinigungsanlage im Kanton Bern und gehört zu den grössten ARA der Schweiz. Die Anlage befindet sich im Ort Herrenschwanden in der Berner Gemeinde Kirchlindach und liegt an der Aare.

## Geschichte
Im Jahr 1967 wurde gleich oberhalb der Neubrügg die städtische Abwasserreinigungsanlage Bern-Neubrück in Betrieb genommen; die heutige ara region bern ag. Inzwischen wird auch Biomethan produziert. In Zukunft soll eine vierte Reinigungsstufe zur Elimination von organischen Spurenstoffen gebaut werden.

## Einzugsgebiet
Das Einzugsgebiet der ARA umfasst die zehn Aktionärsgemeinden Allmendingen, Bern, Bremgarten bei Bern, Frauenkappelen, Kehrsatz, Kirchlindach, Meikirch, Gemeindebetriebe Muri (gbm) und einen Teil von Köniz und Wald. Ausserdem werden die Abwässer des Gemeindeverbandes ARA Region Belp sowie der Energiezentrale Forsthaus (ewb) und der CSL Behring AG in der ARA Region Bern gereinigt.